# Кругосветное путешествие

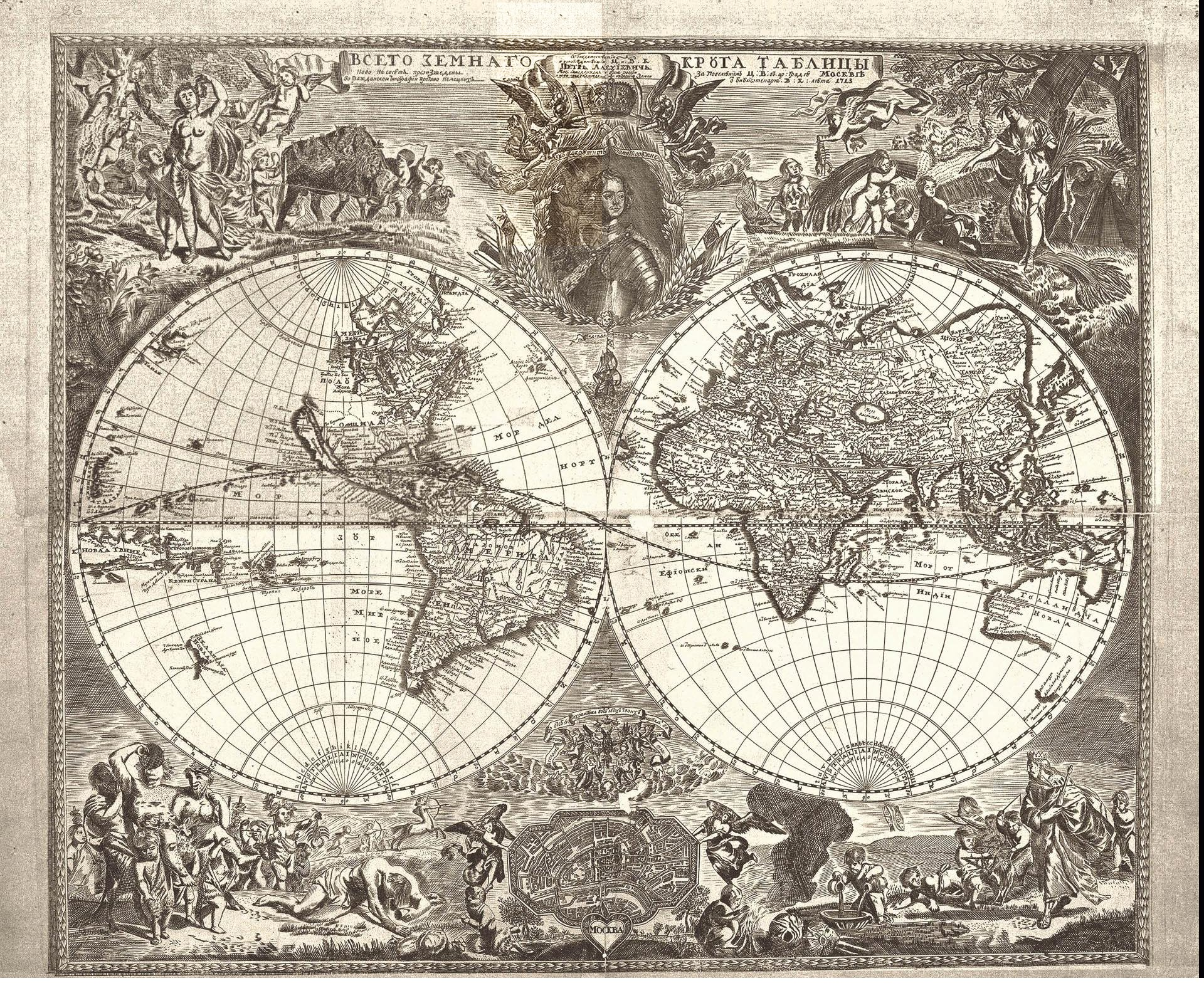
Российская карта мира 1707 года. Антарктида отсутствует полностью, Канада в большей части

Кругосве́тное путеше́ствие, «кругосве́тка», циркумнавига́ция — путешествие, маршрут которого в системе отсчёта, связанной с Землёй, однократно огибает земную ось и завершается в исходной точке.

## Критерии кругосветного путешествия
Теоретически, обойдя по окружности небольшого радиуса один из полюсов, можно за короткое время пересечь все меридианы. Однако обычно под «кругосветным» понимают[кто?] такое путешествие, при котором путешественник не только пересекает все меридианы, но и обходит Землю по большому кругу.
В соответствии с правилами Международной организации гражданской авиации для установления рекорда скорости в кругосветном перелёте самолёт должен максимально быстро пролететь не меньше длины тропика Рака, пересечь все меридианы и приземлиться на том же аэродроме, с которого вылетел. Эта длина определена с большой точностью и составляет 36787,559 км. Для обычных кругосветных путешествий эту дистанцию можно округлить до 37 тысяч км.
Правила Всемирного совета парусных рекордов скорости в номинации «Round the World» (пункт 26.1.а), парусное судно должно стартовать не южнее 45° ю. ш., преодолеть не менее 21600 морских миль (40003 км), пересечь все меридианы и экватор.

## Выдающиеся кругосветные путешествия

### XVI—XVIII века
- 1519—1522 — первое в истории человечества кругосветное плавание под командованием португальского мореплавателя Фернана Магеллана и Хуана Себастьяна де Элькано (из пяти кораблей до цели дошёл один — каракка «Виктория»). Возможно, первым человеком в этой экспедиции, совершившим кругосветное плавание, стал его переводчик и раб Энрике де Малака[1]. Магеллан купил его в Восточной Азии в 1511 году, приплыв туда из Португалии через Индийский океан. Во время кругосветного плавания каравеллы Магеллана шли в противоположную сторону — через Атлантический и Тихий океаны, — поэтому, когда экспедиция в 1521 году достигла Восточной Азии, Энрике, вероятно, стал первым в истории человеком, полностью обогнувшим земной шар.
- 1525—1528 — кругосветное путешествие совершили 8 человек из испанской экспедиции Гарсия Хофре де Лоайса, в том числе Андрес Урданета. Экспедиция почти полностью погибла в Индонезии, Урданета и его немногочисленные спутники вернулись в Европу пленниками португальцев, замкнув маршрут вокруг земного шара.
- 1577—1580 — второе кругосветное плавание было совершено под командованием англичанина Фрэнсиса Дрейка (из шести его кораблей в Англию вернулся только флагманский галеон «Золотая лань»).
- 1580—1584 и 1585—1589 — францисканский монах Мартин Игнатио Лайола[англ.], внучатый племянник Игнатия де Лойолы, дважды обогнул земной шар, выполняя миссию в Китае, и стал таким образом первым европейцем, дважды совершившим кругосветное путешествие.
- 1586—1588 — третье кругосветное плавание под командованием английского мореплавателя и пирата Томаса Кэвендиша установило рекорд скорости, продержавшийся почти два столетия, сумев обогнуть Землю всего за два года и пятьдесят дней.
- 1598—1601 — первое голландское кругосветное плавание под руководством Оливье ван Ноорта.
- 1679—1691, 1699—1701, 1708—1711 — три кругосветных путешествия, совершённые Уильямом Дампиром — первым человеком, обогнувшим земной шар трижды. Первое из них было долгим путешествием на разных кораблях с разными капитанами, второе — научной экспедицией под руководством Дампира, а третье — пиратским рейдом.
- 1764—1766 и 1766—1768 — два британских кругосветных плавания. Первым из них командовал Джон Байрон (впервые кругосветка продолжалась меньше двух лет), вторым — Самюэль Уоллис. Примечательно то, что оба плавания были осуществлены на фрегате «Дельфин», который стал первым кораблём, совершившим кругосветное плавание дважды.
- 1766—1768 — первое французское кругосветное плавание под командованием Луи Антуана де Бугенвиля. В этом плавании тайком, переодевшись мужчиной, приняла участие Жанна Барре. Она была разоблачена и вернулась во Францию на другом корабле, но стала первой женщиной, совершившей кругосветное путешествие.
- 1768—1771, 1772—1775 и 1776—1779 — три кругосветных плавания Джеймса Кука. Первое из них стало также и первым, в котором ни один человек не погиб от цинги.
- 1787—1790 и 1790—1793 — первые кругосветные плавания под флагом США, которыми командовал Роберт Грей.

### XIX век
- 1803—1806 — первое русское кругосветное плавание под командованием Ивана Крузенштерна и Юрия Лисянского на шлюпах «Надежда» и «Нева». Первую половину плавания на борту «Надежды» было российское посольство в Японию во главе с Николаем Резановым.
- 1819—1821 — кругосветная экспедиция Фаддея Беллинсгаузена и Михаила Лазарева на шлюпах «Восток» и «Мирный», которая впервые в истории подошла к шельфовым ледникам Антарктиды 16 (28) января 1820 года.
- 1884—1886 — Томас Стивенс совершил первое кругосветное путешествие на велосипеде (Сан-Франциско — Иокогама).
- 1895—1898 — канадский моряк Джошуа Слокам осуществил первое одиночное кругосветное плавание на парусной яхте «Спрей».

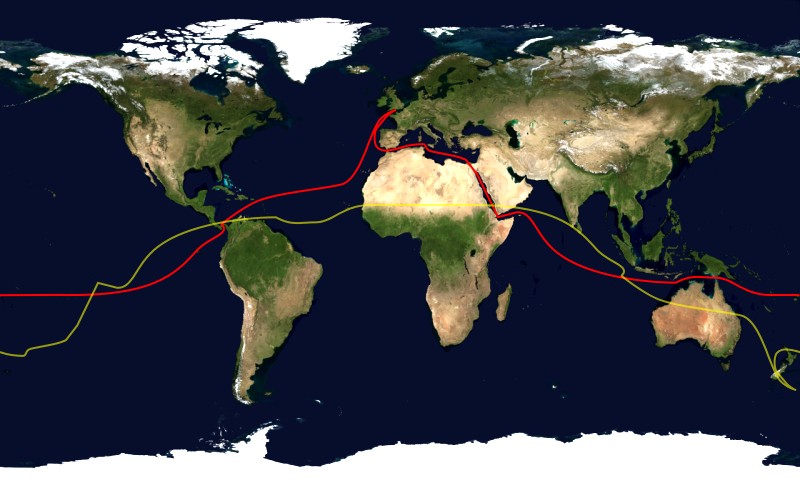
Маршрут типичного современного кругосветного путешествия, проходящий через Суэцкий канал и Панамский канал (красная линия) и противоположные ему точки на земном шаре (жёлтая линия)

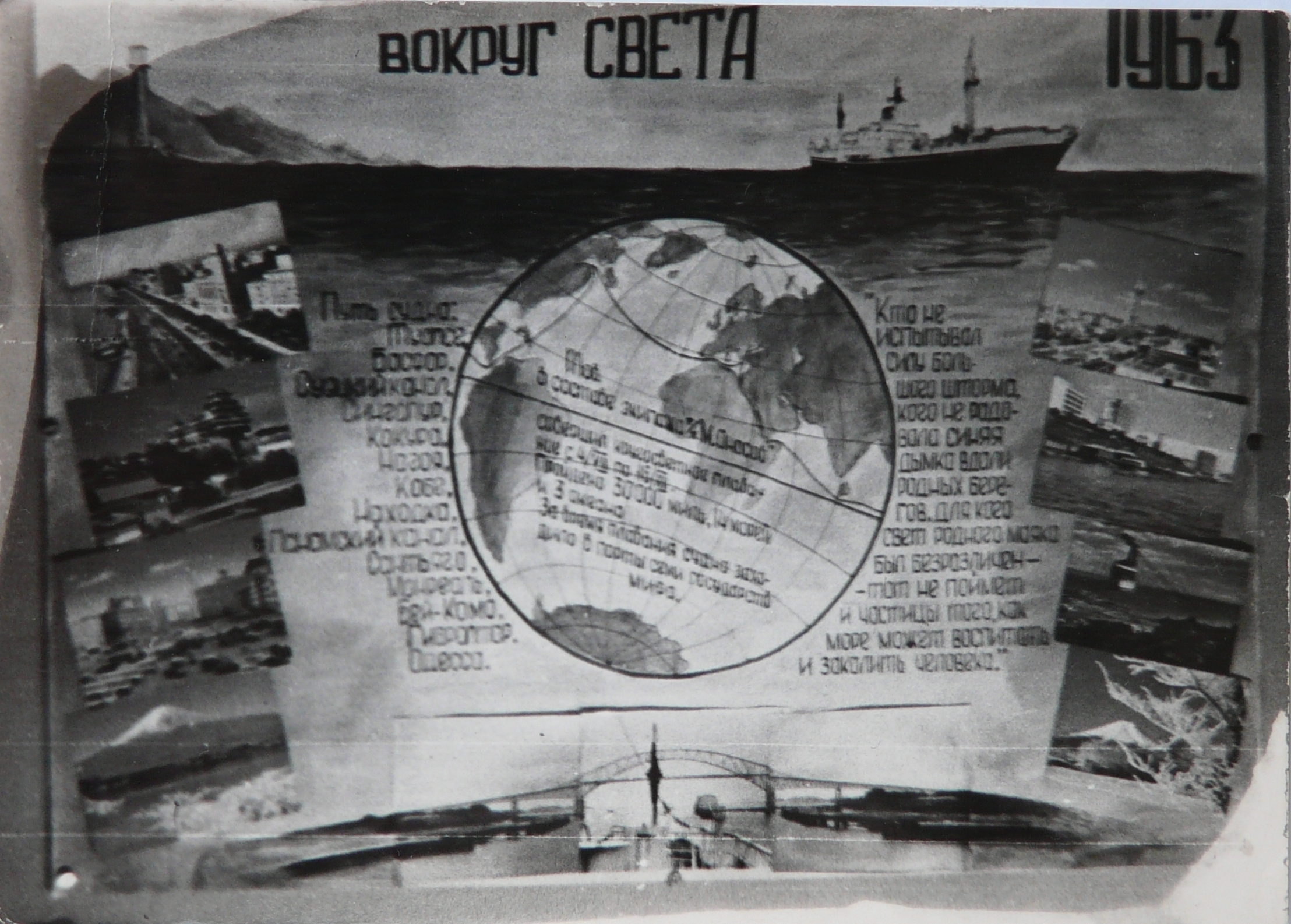
Кругосветка сухогруза «Металлург Аносов» с 4 августа по 16 декабря 1963 года. Такую фотографию на память выдавали каждому члену экипажа судна, который был в кругосветке. Оставалось самому заполнить только имя и фамилию. На фото указаны даты начала и конца кругосветного плавания, порты захода, проливы и каналы, которые проходило судно

### XX век
- 1911—1913 — русский спортсмен Онисим Панкратов осуществил кругосветное путешествие на велосипеде.
- 1927—1929 — первое кругосветное путешествие на автомобиле совершили немецкая гонщица Клереноре Штиннес и шведский кинематографист Карл-Аксель Сёдерстрём[швед.].
- 1929 — первый кругосветный перелёт в истории воздухоплавания. Немецкий дирижабль LZ 127 «Граф Цеппелин» под командованием Хуго Эккенера за 20 суток преодолел с тремя промежуточными посадками около 34 тыс. км.
- 1931 и 1933 — два кругосветных перелёта американского лётчика Уайли Поста, первый из которых он совершил со штурманом, а второй стал первым одиночным кругосветным перелётом.
- 1941—1942 (2 декабря — 6 января) — американская летающая лодка Boeing 314 (Pacific Clipper) вынужденно совершила первый полёт коммерческого самолёта вокруг Земли.
- 1949 (26 февраля — 2 марта) — американский самолёт B-50 (Лаки Леди 2[англ.]) с несколькими дозаправками в воздухе за 94 часа и 1 минуту осуществил первый беспосадочный полёт вокруг Земли.
- 1950—1958 — Бен Карлин совершил кругосветное путешествие на машине-амфибии, преодолев 17 780 км по морю, 62 744 км по суше и посетив 38 стран.
- 1957 (16—18 января) — три американских самолёта B-52[англ.] с несколькими дозаправками в воздухе за 45 часов 19 минут осуществили беспосадочный полёт вокруг Земли — первый для реактивной авиации.
- 1960 — первое подводное кругосветное плавание на субмарине «Тритон» (США) под командованием капитана Эдварда Бича, за время которого лодка всплывала только один раз — с целью эвакуации заболевшего матроса.
- 12 апреля 1961 — советский лётчик-космонавт Юрий Гагарин осуществил первый в истории человечества космический полёт, за 108 минут совершив один виток вокруг Земли на корабле «Восток-1».
- 1966 — первое советское подводное кругосветное плавание отряда из двух советских атомных подводных лодок К-116 и К-133 под командованием контр-адмирала А. И. Сорокина, во время плавания лодки не всплывали в надводное положение.
- 1967—1969 — Леонид Телига совершил одиночное кругосветное плавание на йоле.
- 1968—1969 — первая кругосветная парусная гонка яхт с экипажем из одного человека, без заходов в порты «Золотой глобус». Единственным из девяти её участников, достигшим финиша стал Робин Нокс-Джонстон[англ.] на яхте «Сухаили»[2].
- 1976—1978 — первое женское одиночное кругосветное плавание на яхте «Мазурка», путешественица — Кристина Хойновская-Лискевич.
- 1979—1982 — Трансглобальная экспедиция. Первое кругосветное путешествие «вертикально» по меридиану через полюса, впервые совершённое британскими энтузиастами Ранульфом Файнсом и Чарльзом Бёртоном.
- 1986 — первый кругосветный перелёт на самолёте без дозаправки совершили Дик Рутан[англ.] и Джина Йигер на «Вояджере». Длительность — 9 дней, 3 минуты, 44 секунды.
- 1992—1996 — Евгений Гвоздёв совершил первое и единственное в истории одиночное кругосветное плавание, совершённое на обычном прогулочном швертботе длиной 5,5 метра.
- 1996—1999 — Николай Литау совершил на яхте «Апостол Андрей» первое кругосветное плавание в меридиональном направлении, впервые пройдя на парусной яхте по Северному морскому пути.
- 1999—2000 — швейцарский путешественник Майк Горн[англ.], первое одиночное кругосветное путешествие вдоль экватора без использования моторизованного транспорта на: парусном тримаране, каяке, пешком и на велосипеде[3].
- 1997—2002 — Владимир Лысенко первым из россиян совершил кругосветное путешествие на автомобиле через крайние точки континентов («перекрестив» их), он проехал 160 тыс. км через 62 страны мира.
- 1999 — первый успешный беспосадочный кругосветный перелёт на аэростате «Breitling Orbiter-3» совершили швейцарец Бертран Пиккар и англичанин Брайан Джонс.

### XXI век
- 2002 — американский путешественник Стив Фоссетт впервые в одиночку и без посадок облетел Землю на воздушном шаре.
- 2004—2005 — Эллен Макартур на парусном тримаране B&Q/Castorama длиной 23 метра, установила женский мировой рекорд одиночного, кругосветного, безостановочного плавания со временем 71 день 14 часов 18 минут 33 секунды (с двукратным пересечением экватора и всех меридианов)[4].
- 2007—2012 — команда российского путешественника Анатолия Кулика впервые в истории совершила многоэтапное кругосветное путешествие на надувном катамаране[5].
- 2007—2012 — американский путешественник Эрден Эруч[англ.], первое одиночное кругосветное путешествие с использованием исключительно собственной мускульной силы (без участия двигателей) на: гребной лодке, каяке, пешком и на велосипеде. Эрден дважды пересёк экватор, прошёл 12 пар антиподных точек. Впервые в истории пересёк три океана на гребной лодке[6][7].
- 2004—2012 — Владимир Лысенко за 268 ходовых дней совершил многоэтапное кругосветное путешествие по экватору с отклонением от него не более 2 градусов — на моторном судне, моторной лодке, яхте, надувном парусном катамаране, автомашине, пешком, на велосипеде, каноэ и каяке[8].
- 2010 — самый быстрый в истории авиации кругосветный перелёт на самолёте совершили Риккардо Мортара (англ.  Riccardo Mortara), Габриэль Мортара (англ. Gabriel Mortara и Флавьен Гудерзо (англ. Flavien Guderzo). На самолете Rockwell Sabreliner 65[9] они пролетели 36770 километров за 57 часов и 54 минуты. Это нынешний мировой рекорд скорости кругосветного путешествия по воздуху на самолётах в категории 9000–12000 kg[10].
- 2015—2016 — самолёт на солнечных батареях Solar Impulse 2 совершил первый кругосветный полёт среди электрических самолётов. На протяжении всего полёта он использовал только энергию солнца.
- 2016 год — российский путешественник Фёдор Конюхов на воздушном шаре «Мортон» 23 июля достиг меридиана западноавстралийского города Нортхэм, первым из граждан России завершив 11-дневный перелёт вокруг Земли[11]. Полет не являлся кругосветным. По мотивам путешествия в 2022 году был снят российский художественный фильм «Повелитель ветра».